# Букреєв Анатолій Миколайович
Анато́лій Микола́йович Букре́єв (16 січня 1958, Коркіно, Челябінська область, СРСР — 25 грудня 1997, Аннапурна, Гімалаї, Непал) — радянський казахський висотний альпініст, Гірський гід, фотограф, письменник. Володар титулу «Сніжний барс» (1985), Заслужений майстер спорту СРСР (1989). Підкорювач одинадцяти восьмитисячників світу, який здійснив на них загалом 18 сходжень. Кавалер ордена «За особисту мужність» (1989), казахської медалі «За мужність» (1998, посмертно), лауреат премії Американського альпійського клубу імені Девіда Соулса, яку вручають альпіністам, що врятували в горах людей з ризиком для власного життя (1997).
Загинув разом з казахським кінооператором Дмитром Соболєвим під час зимового сходження на вершину Аннапурна внаслідок сходу снігової лавини.

## Короткий життєпис
Анатолій Букреєв народився 16 січня 1958 року в місті Коркін Челябінської області. Альпінізмом почав займатися у 12 років, свої перші сходження здійснивши на Уралі. 1979 року закінчив Челябінський державний педагогічний інститут за фахом учитель фізики, а також отримав диплом тренера з лижного спорту. У студентські роки здійснив свої перші сходження на Тянь-Шані. Через два роки Анатолій переїхав у Казахстан, де жив неподалік від Алма-Ати і працював у обласній ДЮСШ тренером з лижної підготовки, а потім гірським інструктором у ЦСКА. Після розпаду СРСР залишився жити в Казахстані і отримав громадянство цієї країни.
Свої перші сходження на семитисячники Паміра Букреєв зробив у складі збірної Казахстану з альпінізму. 1989 року увійшов до складу учасників Другої радянської гімалайської експедиції під керівництвом Едуарда Мисловського, під час якої вперше було здійснено траверс усіх чотирьох вершин масиву Канченджанґи (Головної (8586), Західної (8505), Центральної (8482) та Південної (8494)). За це досягнення він був удостоєний звання Заслужений майстер спорту СРСР і Майстер спорту міжнародного класу, а також був нагороджений орденом «За особисту мужність».
1990 року дістав запрошення зі США для сходження на Мак-Кінлі (6190 м) на Алясці, на яку піднявся двічі (у складі групи по маршруту  Кассіна, а потім самотужки по західному ребру). У травні 1991 року в складі Першої казахстанської гімалайської експедиції підкорив Дхаулагірі (8167 м), а восени здійснив своє перше з чотирьох сходжень на Джомолунгму (8848 м). Від 1992 до 1997 року в складі різних експедицій (в тому числі Другої й Третьої казахстанських гімалайських експедицій) Анатолій Букреєв зробив ще 14 сходжень на вершини понад 8000 метрів, з яких на шість останніх зійшов за менш ніж 10 місяців. Під час всіх висотних сходжень Букреєв не користувався киснем. Він використовував його лише 1989 року під час траверса масиву Канченджанги (радянське керівництво вимагало гарантії успіху експедиції і зобов'язало до його застосування), а також у 1997 році на Евересті.
30 червня 1995 року на масовій альпініаді на пік Абая (4010 м) в Заїлійському Алатау був персональним гідом президента Казахстану Нурсултана Назарбаєва.